# Шесје
Шесје (фр. Cheyssieu) насеље је и општина у источној Француској у региону Рона-Алпи, у департману Изер која припада префектури Вјен.
По подацима из 2011. године у општини је живело 1058 становника, а густина насељености је износила 123,74 становника/km². Општина се простире на површини од 8,55 km². Налази се на средњој надморској висини од 160 метара (максималној 254 m, а минималној 180 m).

## Демографија
| 1962. | 1968. | 1975. | 1982. | 1990. | 1999. | 2011. |
| ----- | ----- | ----- | ----- | ----- | ----- | ----- |
| 353   | 403   | 423   | 566   | 648   | 731   | 1.058 |

График промене броја становника у току последњих година